# Aia (agricoltura)

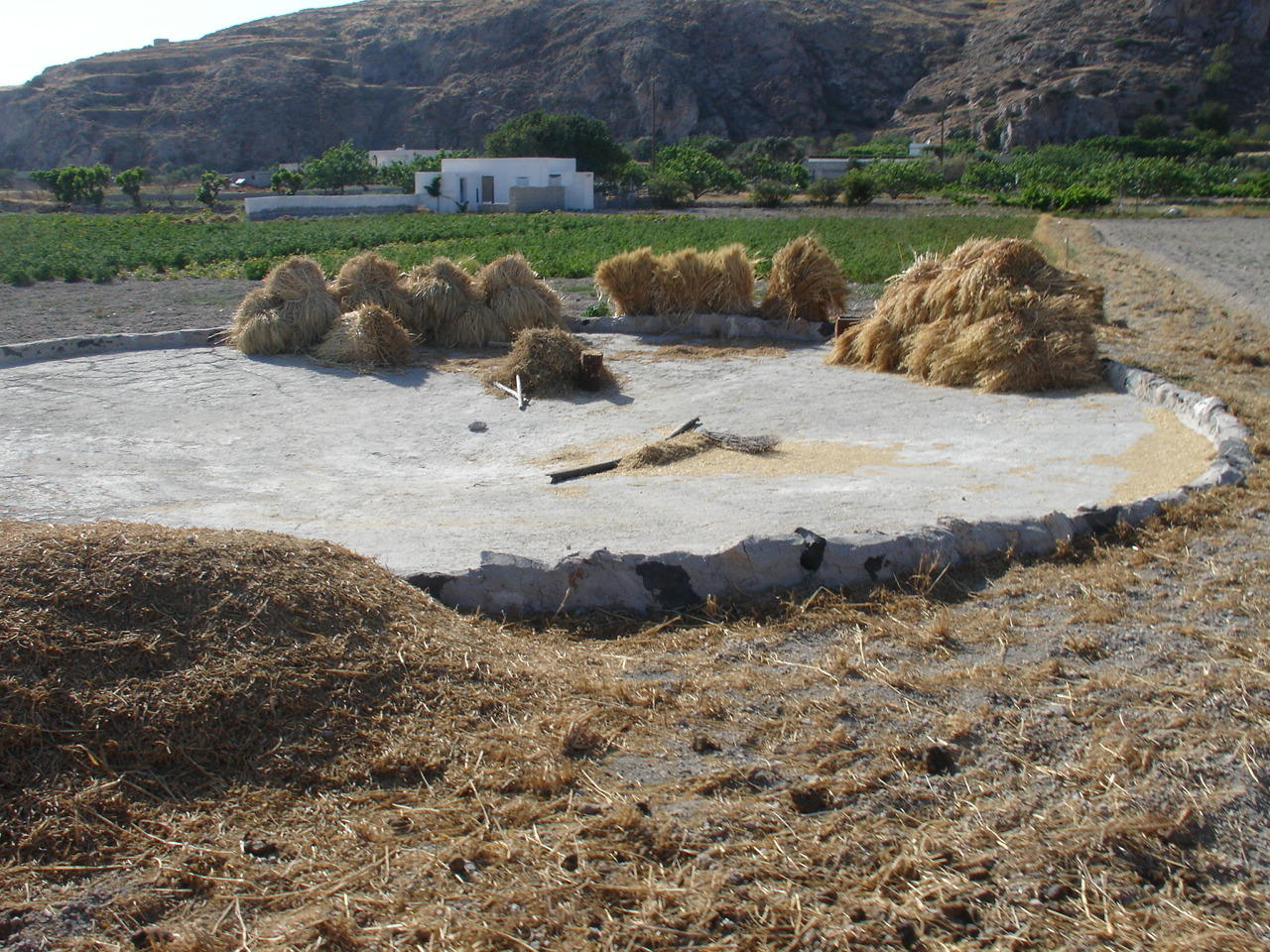
Un'aia pavimentata nell'isola di Santorini, in Grecia

In agricoltura un'aia (dal latino ārea) è una superficie più o meno pianeggiante, spesso di forma circolare, posta in prossimità di una fattoria o di una casa colonica e originariamente destinata all'essiccamento e alla successiva trebbiatura dei cereali secondo modalità tradizionali, ossia tramite battimento manuale o, più spesso, con l'ausilio di pesi trascinati da animali da tiro (generalmente cavalli, asini o buoi). Un'aia poteva essere realizzata in terra battuta, ma più spesso era pavimentata con pietre, mattoni o con una gettata di cemento allo scopo di evitare la formazione di fango in caso di precipitazioni. Le moderne tecniche di trebbiatura, effettuate direttamente in campo per mezzo di macchine mietitrebbiatrici, hanno fatto sì che le aie perdessero la loro antica funzione.